# Östra Fulltoftaområdet
Östra Fulltoftaområdet este o arie protejată (arie specială de conservare — SAC, sit de importanță comunitară — SCI) din Suedia întinsă pe o suprafață de 128,9 ha, integral pe uscat.

## Localizare
Centrul sitului Östra Fulltoftaområdet este situat la coordonatele 55°52′38″N 13°38′45″E / 55.8773°N 13.6459°E.

## Înființare
Situl Östra Fulltoftaområdet a fost declarat sit de importanță comunitară în aprilie 2004 pentru a proteja un număr necunoscut de specii din flora spontană și fauna sălbatică aflate în arealul zonei. Situl a fost protejat și ca arie specială de conservare în martie 2011.

## Biodiversitate
Situată în ecoregiunea continentală, aria protejată conține 6 habitate naturale: Pășuni din zone de pădure fino-scandinave, Păduri aluvionare cu Alnus glutinosa și Fraxinus excelsior (Alno-Padion, Alnion incanae, Salicion albae), Păduri de fag Asperulo-Fagetum, Pajiști fino-scandinave uscate până la mezice, bogate în specii de altitudine mică, Păduri de stejar sau de stejar și carpen sub-atlantice și medio-europene de Carpinion betuli, Păduri caducifoliate de mlaștină fino-scandinave.
La baza desemnării sitului se află un număr nedeclarat de specii protejate.